# Festival Ati-Atihan

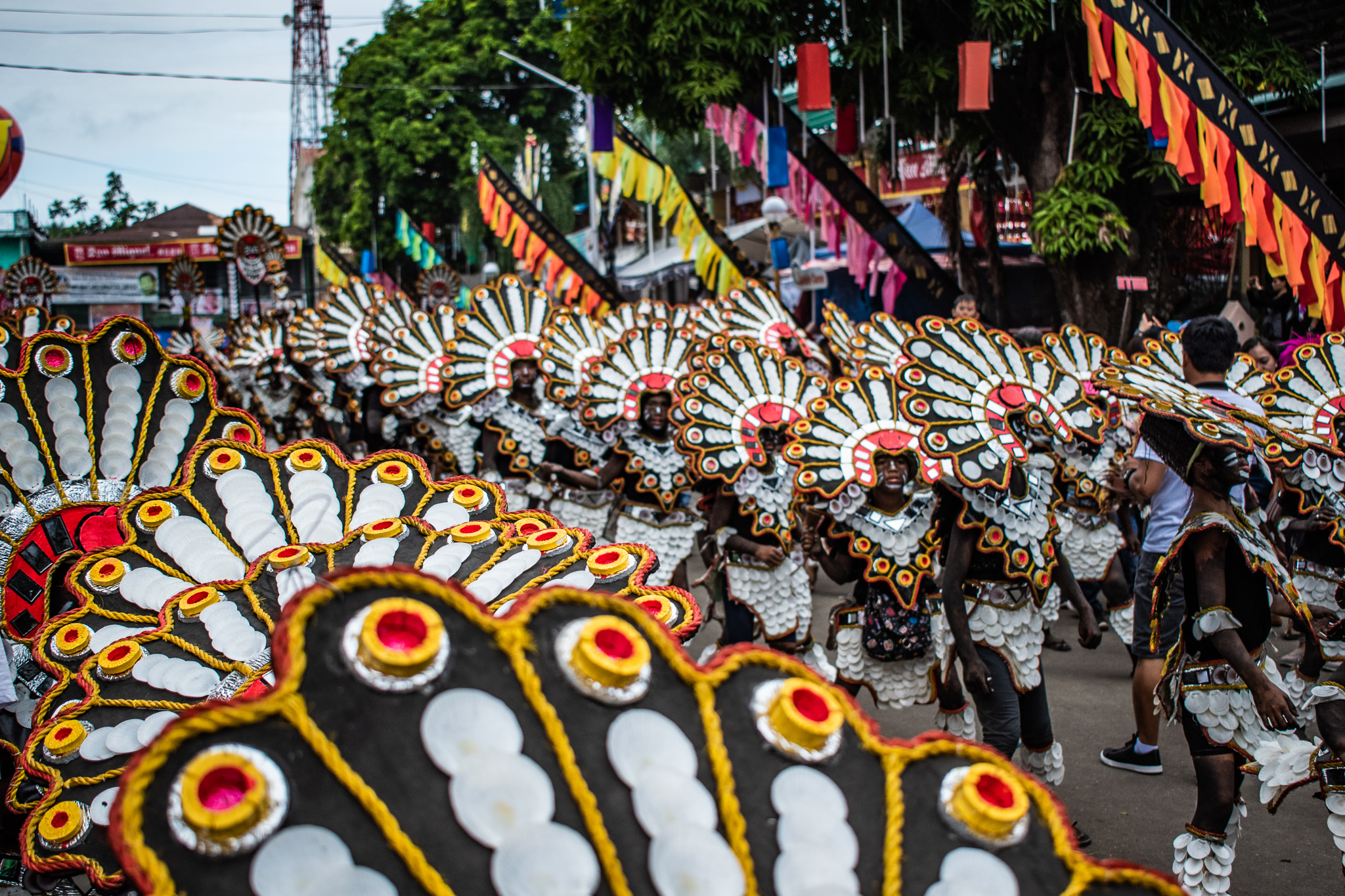
Festival Ati-Atihan

O festival Ati-Atihan é um festival filipino realizado anualmente em janeiro em homenagem ao Santo Niño (Santo Filho ou Menino Jesus) em várias cidades da província de Aklan, Ilha panay. A maior celebração é realizada durante o terceiro domingo de janeiro na cidade de Kalibo, capital da província. O nome Ati-Atihan significa "imitar o povo Ati". 
O festival é composto por procissões religiosas e desfiles de rua, mostrando carros alegóricos temáticos, grupos de dança vestindo trajes coloridos, bandas marciais e pessoas ostentando pinturas faciais e corporais. O desfile de rua é conhecido como "Sadsad", que também é o que os moradores chamam de sua maneira de dançar onde o pé é momentaneamente arrastado ao longo do chão em sintonia com a batida tocada pelas bandas. Inspirou outros festivais filipinos, como Dinagyang da cidade de Iloilo e o festival Sinulog de Cebu, assim, é conhecida como a Mãe de Todos os festivais filipinos.

## História
A celebração original era conhecida como a "Fiesta de Santo Niño", que remonta ao menos ao século XVII. Fazia parte do "sistema de festas" católico empregado pelo governo colonial espanhol para reforçar a política que visava reassentar nativos em assentamentos planejados construídos em torno de uma igreja local. Na década de 1950, o festival, juntamente com festas semelhantes em todo o país (como o Sinulog) cada vez mais começou a se assemelhar ao Carnaval brasileiro e ao Mardi Gras de Nova Orleans; incorporando música, dança de rua e pintura corporal. Na década de 1960, o festival tornou-se ainda mais comercializado à medida que o Departamento de Turismo das Filipinas promovia fortemente festivais locais para proeminência nacional. O festival agora incluiu trajes exóticos elaborados (inspirados em trajes tribais da Papua-Nova Guiné, África e Índia).

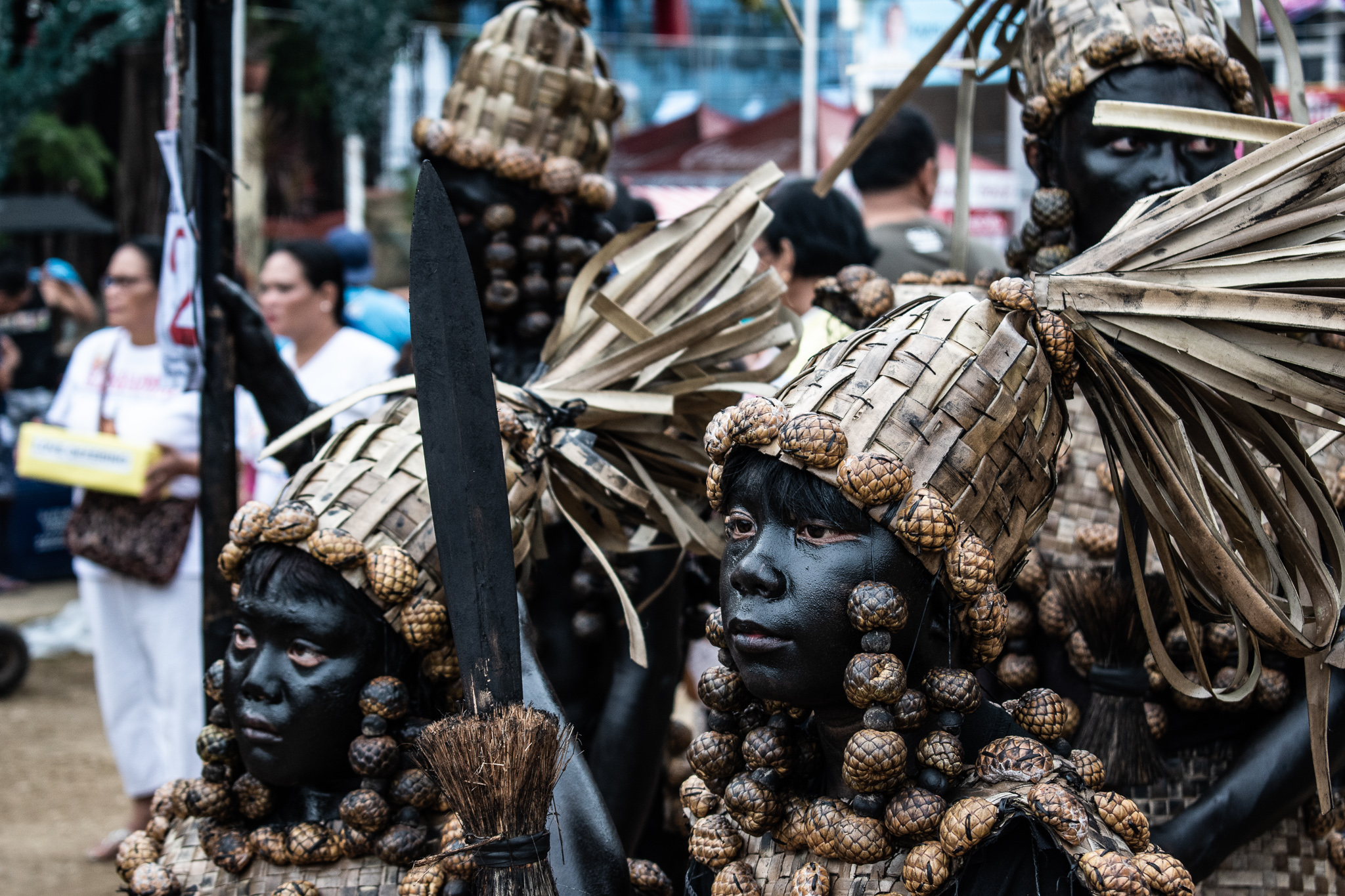
Crianças no festival Ati-Atihan nas Filipinas

A festividade é reivindicada como originalmente uma celebração animista nativa do anito (espíritos ancestrais), ao qual missionários espanhóis gradualmente adicionaram um significado cristão. O festival também está ligado ao épico Maragtas. O épico afirma que um grupo de 10 chefes malaiosliderados por Datu Puti, fugiram da ilha de Bornéu no século XIII e desembarcaram na ilha de Panay. Datu Puti fez um comércio com o povo Ati e comprou as terras baixas, bacias de latão e fardos de pano. Eles deram um colar muito longo para a esposa do chefe Ati. Festas e festividades seguiram-se logo depois. Algum tempo depois, o povo Ati estava lutando contra a fome como resultado de uma colheita ruim. Eles foram forçados a descer de sua aldeia montanhosa para o assentamento abaixo, para buscar a generosidade das pessoas que agora viviam lá.
Em 2012, a Comissão Nacional de Cultura e Artes (NCCA) e o ICHCAP da UNESCO publicaram "Pinagmulan: Enumeração do Inventário Filipino do Patrimônio Cultural Imaterial". A primeira edição do livro apoiado pela UNESCO incluiu o Festival Ati-Atihan, significando sua grande importância para o patrimônio cultural imaterial das Filipinas. O governo local de Aklan, em cooperação com a NCCA, tem o direito de nomear o Festival Ati-Atihan na lista patrimônio cultural imaterial da UNESCO.

## Eventos

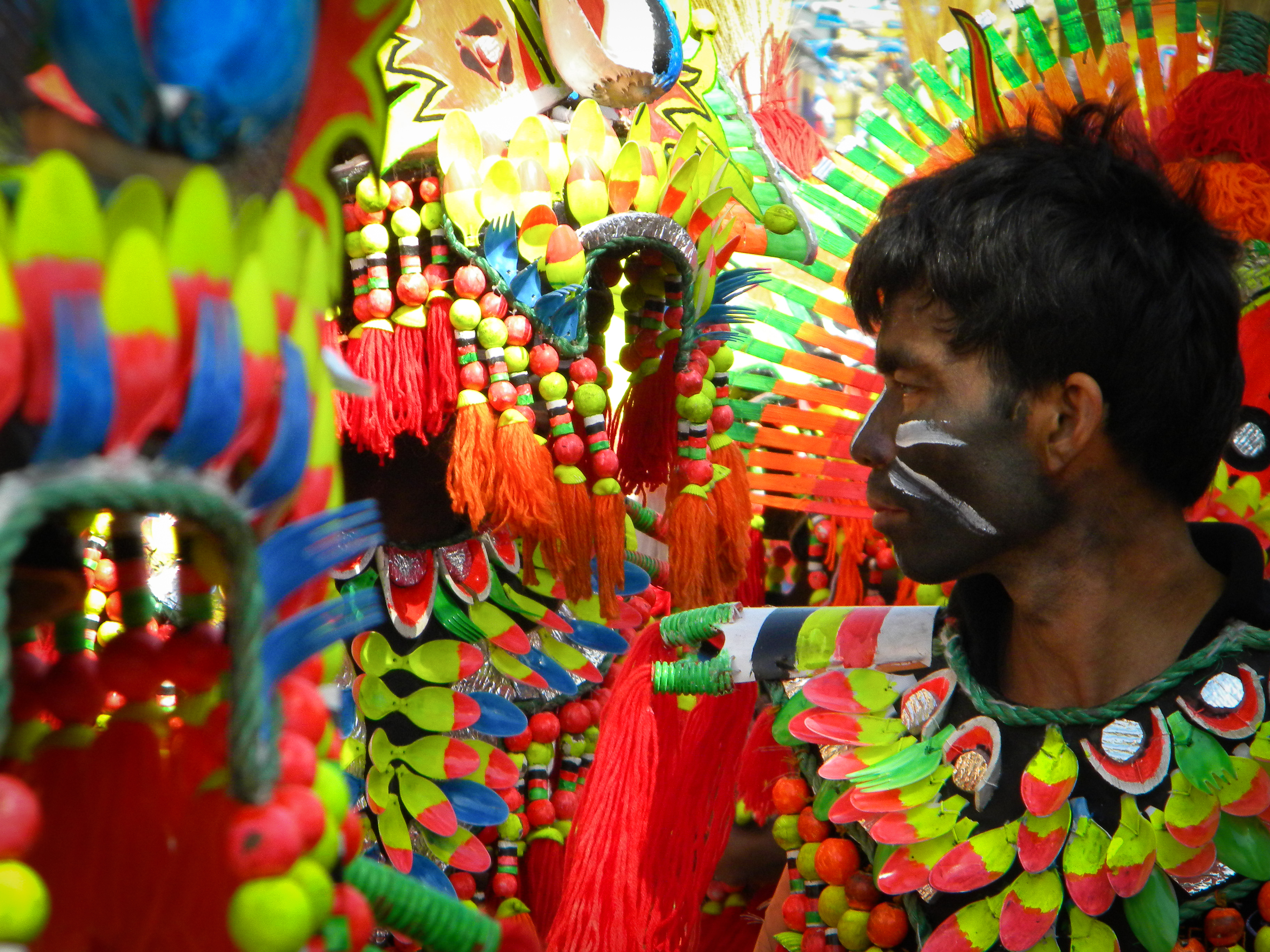
Um dos participantes do festival Ati-Atihan

A missa formal de abertura durante o primeiro dia da celebração enfatiza o evento religioso do festival. A missa é seguida de uma procissão acompanhada de batidas rítmicas e desfiles de dança ao longo da rua. O segundo dia começa de madrugada com uma procissão de rosário e termina com uma missa comunitária e outro desfile de dança. O destaque do festival ocorre no último dia, terceiro domingo de janeiro, quando grupos que representam diferentes tribos concorrem à atenção e prêmios dos turistas. O festival termina com uma procissão de milhares de pessoas carregando diferentes tipos de imagens do Santo Niño.
Outras cidades em Aklan que celebram o Festival Ati-Atihan são Ibajay, Malinao, Makato, Batan, Altavas, Malay. Várias cidades próximas de Antique e Capiz também realizam o Festival Ati-Atihan.
Outros festivais realizados na região com temas semelhantes incluem:
- Dinagyang de Iloilo;
- Halaran de Capiz;
- Binirayan de Antique.

## Controvérsias
Apesar de ser seu homônimo, os Ati-Atihan não incluíam originalmente o povo Ati, que hoje é uma minoria desprivilegiada e empobrecida. Também há a controvérsia com o uso de blackface.